# جاك هارفي
جاك هارفي (بالإنجليزية: Jack Harvey)‏ (و. 1881 – 1954 م) هو مخرج سينمائي، وممثل، وكاتب سيناريو، من الولايات المتحدة الأمريكية، ولد في كليفلاند، أوهايو، توفي في لوس أنجلوس، عن عمر يناهز 73 عاماً.

## وصلات خارجية
- جاك هارفي على موقع IMDb (الإنجليزية)
- جاك هارفي على موقع ألو سيني (الفرنسية)
- جاك هارفي على موقع أول موفي (الإنجليزية)
- جاك هارفي على موقع قاعدة بيانات الأفلام السويدية (السويدية)
- جاك هارفي على موقع قاعدة بيانات الفيلم (الإنجليزية)
- جاك هارفي على موقع كينوبويسك (الروسية)